# Уметбаєво (Бєлорєцький район)
Уметба́єво (рос. Уметбаево, башк. Өмөтбай) — присілок у складі Бєлорєцького району Башкортостану, Росія. Входить до складу Зігазинської сільської ради.

## Історія
Присілок заснований 1834 року, коли за приписом Оренбурзької казенної палати від 24 жовтня сюди пересилилось 18 родин з 181 жителем. Засновником присілку був осавул Уметбай Кунакбаєв, на честь якого і було назване поселення.

## Населення
Населення — 32 особи (2010; 54 в 2002, 283 в 1969, 279 в 1961, 288 в 1939, 374 в 1920, 196 в 1859).
Національний склад:
- башкири — 100%